# Saint-Jouan-des-Guérets
Saint-Jouan-des-Guérets är en kommun i departementet Ille-et-Vilaine i regionen Bretagne i nordvästra Frankrike. Kommunen ligger i kantonen Saint-Malo-Sud som tillhör arrondissementet Saint-Malo. År 2022 hade Saint-Jouan-des-Guérets 2 816 invånare.

## Befolkningsutveckling
Antalet invånare i kommunen Saint-Jouan-des-Guérets
Referens:INSEE